# Temotu (tỉnh)

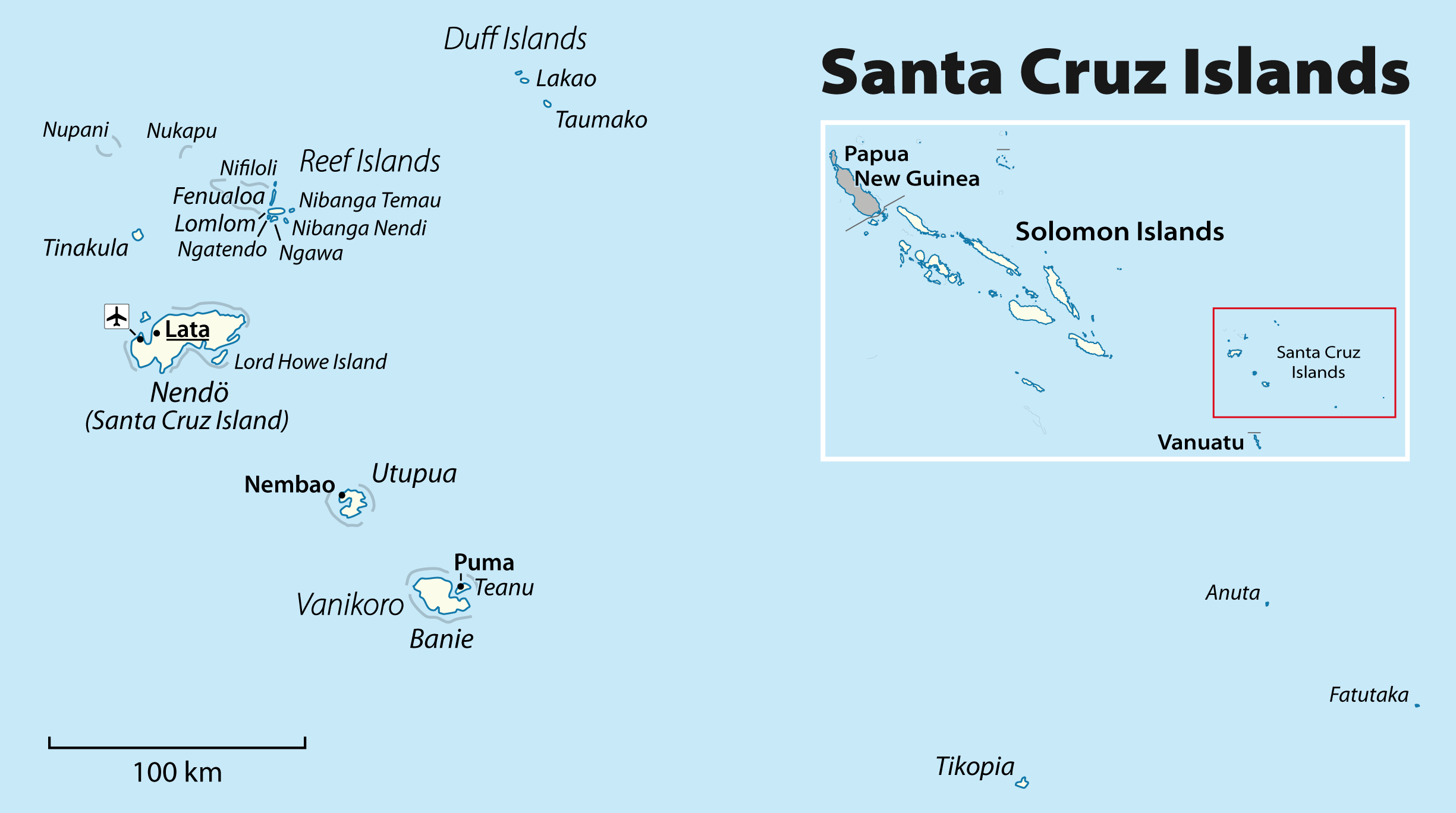
Vị trí tỉnh Temotu trong quần đảo Solomon

Temotu là một tỉnh cực đông của quần đảo Solomon. Với tên trước đây được biết tỉnh đảo Santa Cruz. Nó bao gồm, về cơ bản, gồm hai chuỗi đảo chạy song song với nhau từ tây bắc xuống đông nam.

## Các đảo
Những đảo, nhóm đảo cấu thành nên tỉnh Temotu:
- Anuta
- Quần đảo Duff (bao gồm Taumako)
- Fatutaka
- Lomlom
- Malo
- Matema
- Quần đảo Reef (bao gồm Fenualoa, Makalom, Nalongo và Nupani, Nifiloli, Nukapu, Patteson Shoal, đảo Pigeon và Pileni)
- Quần đảo Santa Cruz (bao gồm đảo Nendö lớn)
- Tikopia
- Tinakula
- Utupua
- Vanikoro (bao gồm Banie và Teanu)

Thủ phủ của tỉnh là Lata, nằm trên Nendö, là đảo lớn nhất và quan trọng nhất trong quần đảo Santa Cruz.

## Dân cư
Dân số của tỉnh Temotu được thống kê 2009 là 21,362 người. Trong đó ở Santa Cruz chủ yếu là người Melanesia, mặc dù các cư dân của Tikopia, Anuta, quần đảo Duff và một số ở quần đảo Reef là người Polynesia.

## Ngôn ngữ
Các ngôn ngữ được nói trên địa bàn tỉnh bao gồm tất cả chín ngôn ngữ Temotu, cộng với hai ngôn ngữ outlier Polynesian: Vaeakau Taumako và Tikopia.